# Zara (kledingketen)

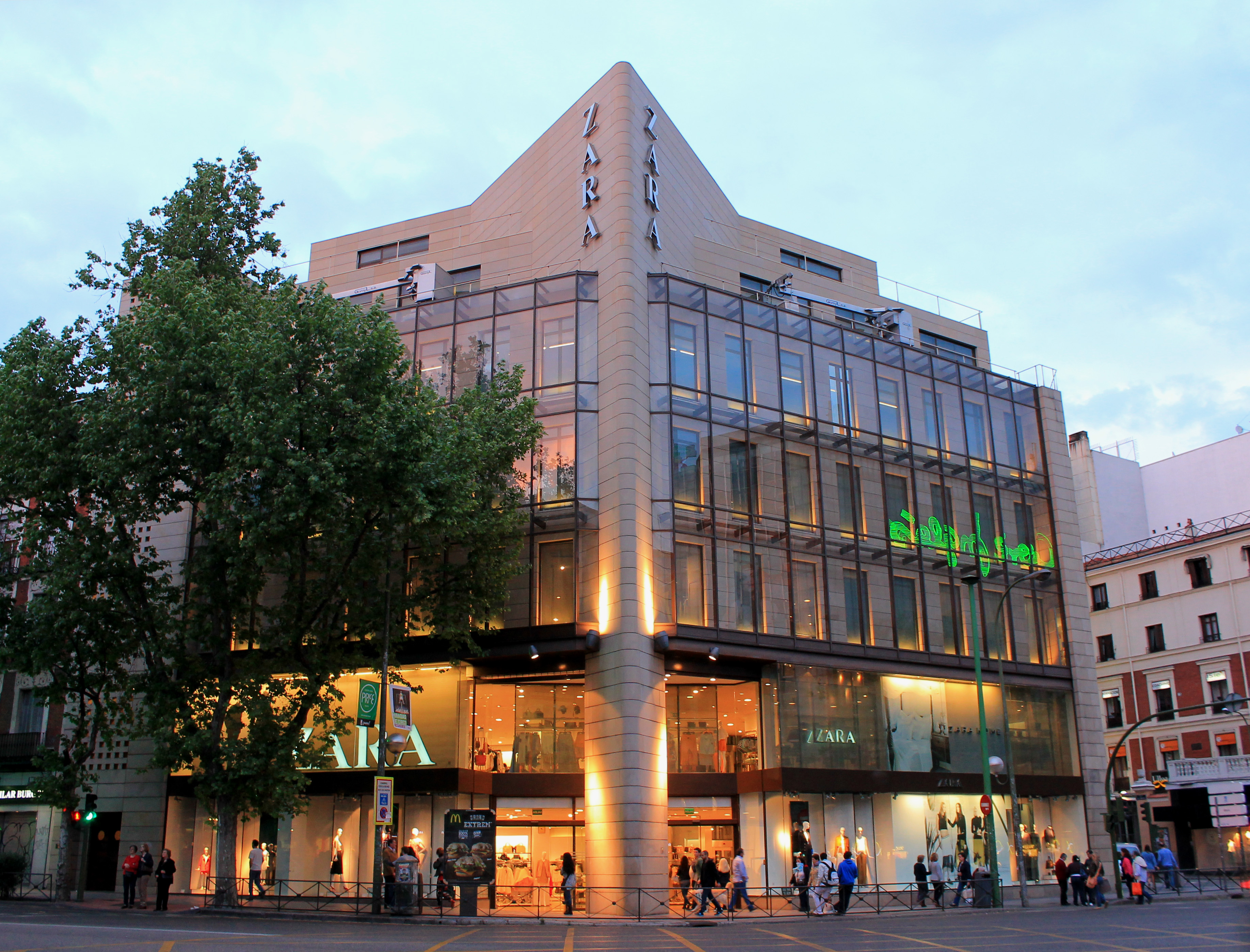
Zara winkel in Madrid

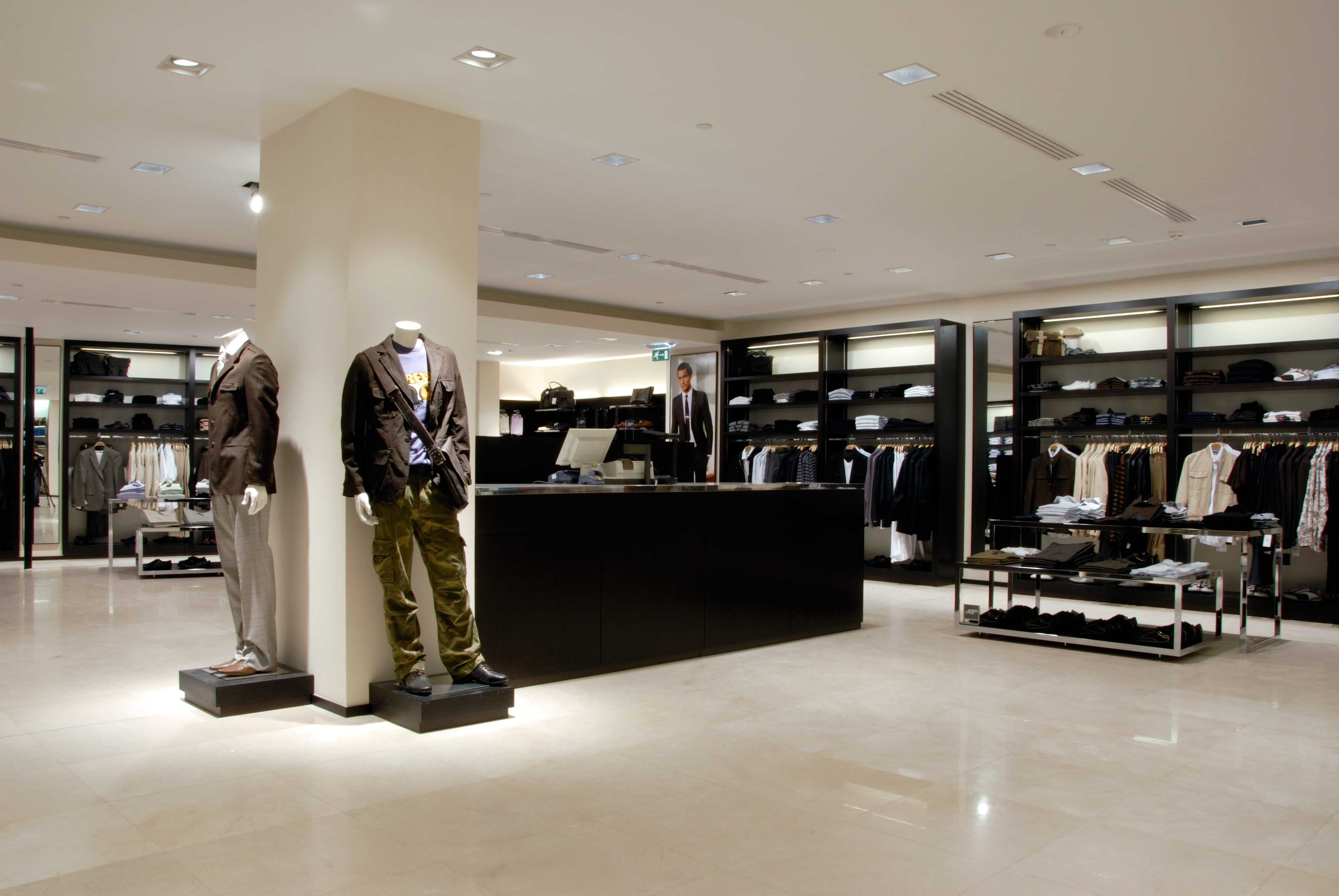
Interieur van een Zara-winkel

Zara is een Spaanse kledingketen die gespecialiseerd is in fast-fashion uit A Coruña. Het maakt deel uit van 's werelds grootste modeconcern qua omzet, de Spaanse beursgenoteerde modegigant Inditex. Het concern verkoopt wereldwijd kleding en modeaccessoires. Het grootste Zara-filiaal ter wereld is gevestigd in Rotterdam.

## Activiteiten
Zara bestaat sinds 1975 en werd opgericht door de Spanjaard Amancio Ortega Gaona. In 1963 begon Ortega met zijn eerste atelier. In 1975 opende hij zijn eerste winkel in La Coruña en bedacht daarvoor de naam Zara. Begonnen als eenmansbedrijf is Zara uitgegroeid tot een van de grootste modebedrijven ter wereld. 
De strategie van Zara baseert zich op het zogenoemde fast-fashion-concept. Het snel creëren van nieuwe mode en zo snel mogelijk in de winkels te hangen. Op jaarbasis brengt Zara om en nabij de 16.000 nieuwe designs op de markt.
In 1980 werd in Porto, Portugal de eerste vestiging buiten Spanje geopend. De eerste opening buiten Europa was in 1989 in de Verenigde Staten. In Nederland werd de eerste Zara geopend in 1999 te Almere. Inmiddels bestaat de keten uit meer dan 2000 winkels, in meer dan 88 landen. In november 2023 opende Zara zijn deuren in het voormalige C&A-pand in Rotterdam, waarmee het 't grootste Zara-filiaal ter wereld werd met een oppervlakte van 9000 m². Hiermee overtreft het de voormalig grootste Zara-winkel in Madrid, die 6000 m² groot was.
Zara is het grootste bedrijfsonderdeel binnen Inditex en heeft, inclusief Zara Home een omzetaandeel van zo'n 75% in 2023. Andere onderdelen zijn Pull & Bear, Massimo Dutti, Bershka en Stradivarius.

### Filialen
Wereldwijd heeft Zara meer dan 2000 vestigingen.
| Land                                | Aantal filialen | Opmerkingen |
| ----------------------------------- | --------------- | --- |
| Nederland                           | 26              | |
| België                              | 27              | |
| Spanje                              | 453             | |
| Frankrijk                           | 127             | |
| Italië                              | 102             | |
| Rusland                             | 86              | |
| Portugal                            | 84              | |
| Duitsland                           | 79              | |
| Verenigd Koninkrijk                 | 67              | |
| Polen                               | 48              | |
| Griekenland                         | 46              | |
| Turkije                             | 37              | |
| *Overig Europa                      | 144             | IJsland, Ierland, Noorwegen, Zweden, Denemarken, Finland, Estland, Letland, Litouwen, Tsjechië, Slowakije, Hongarije, Slovenië, Kroatië, Oostenrijk, Bosnië en Herzegovina, Servië, Montenegro, Macedonië, Albanië, Roemenië, Bulgarije, Oekraïne, Cyprus, Malta, Luxemburg, Zwitserland, Monaco, Andorra, Azerbeidzjan, Armenië en Georgië |
| Verenigde Staten                    | 52              | |
| Canada                              | 26              | |
| Mexico                              | 57              | |
| Brazilië                            | 52              | |
| *Overig Amerika                     | 69              | Honduras, Guatemala, Costa Rica, Panama, El Salvador, Dominicaanse Republiek, Puerto Rico, Chili, Peru, Argentinië, Venezuela, Colombia, Ecuador en Uruguay |
| China                               | 157             | inclusief Hong Kong en Taiwan |
| Japan                               | 92              | |
| Zuid-Korea                          | 41              | |
| *Overig Azië en Oceanië             | 79              | Kazachstan, Thailand, Maleisië, India, Indonesië, Filipijnen, Singapore en Australië |
| Saoedi-Arabië                       | 28              | |
| Israël                              | 23              | |
| *Overig Afrika en het Midden-Oosten | 47              | Marokko, Algerije, Tunesië, Egypte, Zuid-Afrika, Libanon, Jordanië, Koeweit, Verenigde Arabische Emiraten, Oman, Bahrein en Qatar |

## Het gebruik van gif bij kledingproductie
In 2011 confronteerde Greenpeace Zara met het veelvuldige gebruik van schadelijke stoffen bij de productie van door het bedrijf op de markt gebrachte kleding. In november 2012 publiceerde Greenpeace het onderzoek "Toxic threads: the big fashion stich-up" (giftige garen: de grote camouflage van de modesector), Waarin Zara werd aangewezen als grootste vervuiler. In zes van de tien onderzochte kledingstukken trof men nonylfenolethoxylaten aan, en in 20% van de kledingstukken werden kankerverwekkende aminen uit azokleurstoffen aangetoond. Zara als grootste modeketen ter verantwoording geroepen. Acties vonden plaats bij Zara-winkels over de hele wereld,  Met als eis dat het bedrijf een plan zou opstellen om de kleding die ze verkocht te ontgiften.
Zara ging al na negen dagen voor de publiek uitgeoefende druk door de knieën en besloot een plan op te stellen voor volledige overschakeling naar een gifvrije productie van textiel. Het bedrijf beloofde tegen 2020 zo ver te zijn dat er geen schadelijke chemicaliën meer worden geloosd als gevolg van haar kledingproductie, dit geldt zowel voor Zara als zeven andere merken uit de Inditex Group. Enkele van de schadelijkste stoffen zullen al eerder verdwijnen, zo worden PFC’s tegen eind 2015 volledig verbannen. Zara beloofde dat tegen eind 2013 minstens 100 van haar leveranciers gedwongen zullen worden gegevens over de lozing van schadelijke chemicaliën publiek te maken. Met deze belofte voegde Zara zich bij Nike, Adidas, Puma, H&M, Marks & Spencer, C&A en Li-Ning, die al eerder een gewijzigd beleid met betrekking tot milieuveiligheid hadden aangekondigd.

## Sheriff-T-shirt

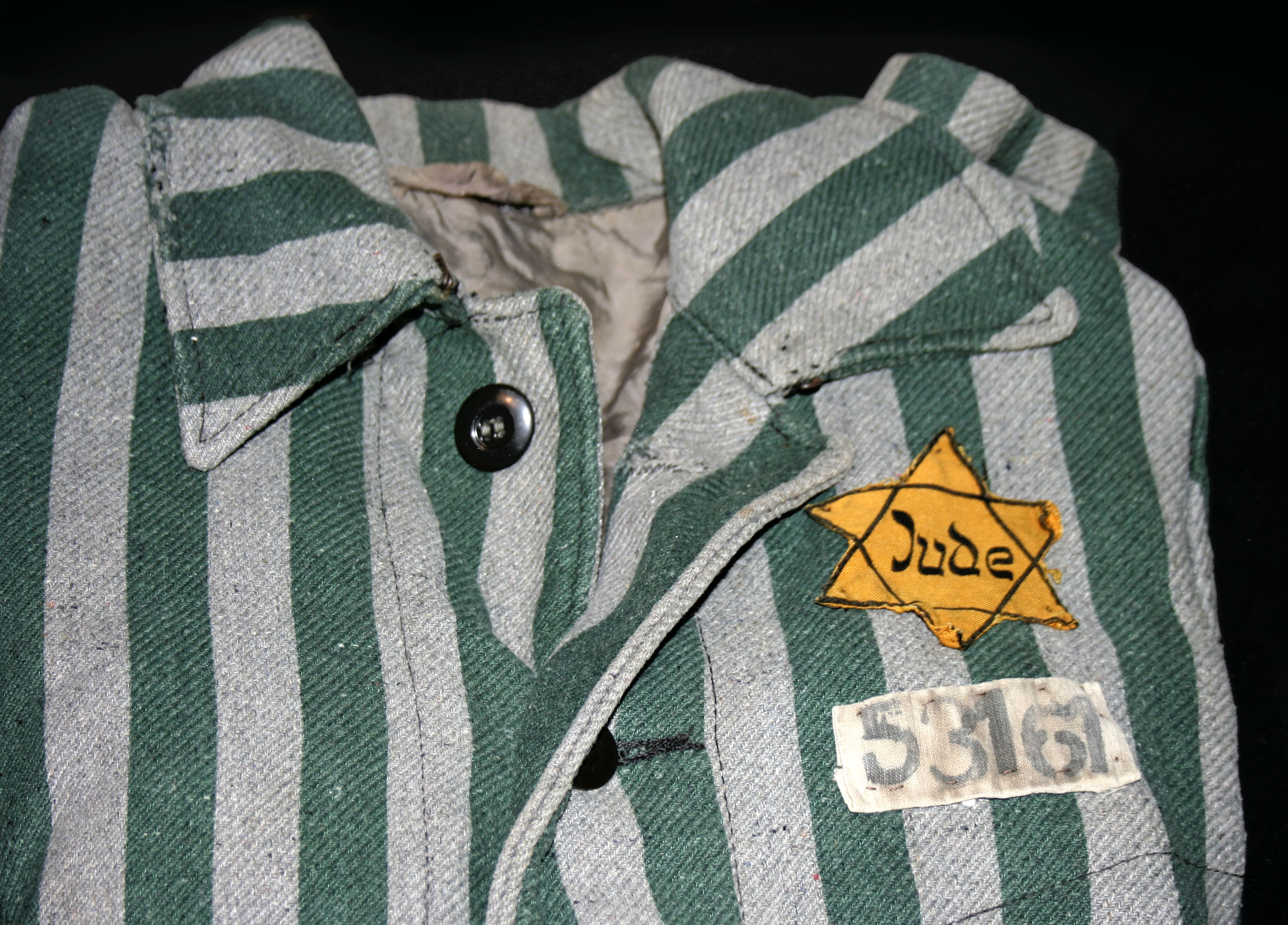
Auschwitz-uniform met gele davidster

In augustus 2014 kwam Zara internationaal in opspraak door een T-shirt voor kinderen tussen de drie maanden en drie jaar oud. Het T-shirt had horizontale strepen van blauw en wit, met daarop een gele zespuntige ster waarop stond geschreven Sheriff. Er ontstond internationaal ophef, omdat men het T-shirt erg veel vond lijken op het uniform dat door Joodse gevangenen moest worden gedragen in concentratiekampen tijdens de Tweede Wereldoorlog. Zara bood na de ophef haar excuses aan en haalde het T-shirt uit de schappen en van haar website. Ze gaven aan dat het design was gebaseerd op "sheriffsterren uit klassieke westernfilms". In 2007 haalde Zara al een handtas uit de schappen waarop hakenkruizen stonden afgebeeld, het symbool van de nazi's die tijdens de Tweede Wereldoorlog de Joden vervolgden; de Holocaust.